# Мартиненко Іван Полікарпович
Іван Полікарпович Мартиненко (3 травня 1910, місто Гуляйполе Олександрівського повіту Катеринославської губернії, тепер Запорізької області — 20 квітня 1980, місто Гуляйполе Запорізької області) — український радянський діяч, новатор сільськогосподарського виробництва, бригадир тракторної бригади Гуляйпільської МТС та колгоспу «Заповіт Леніна» Гуляйпільського району Запорізької області. Герой Соціалістичної Праці (26.02.1958). Депутат Верховної Ради УРСР 7-го скликання.

## Біографія
Народився у селянській родині. Трудову діяльність розпочав із чотирнадцятирічного віку. З 1929 року працював у колгоспі Гуляйпільського району. У 1931 році закінчив курси трактористів.
З 1930-х років — тракторист, комбайнер Гуляйпільської машинно-тракторної станції (МТС) Запорізької області.
З 1941 року служив шофером у Червоній армії, учасник німецько-радянської війни.
Член ВКП(б) з 1943 року.
У 1946—1958 роках — тракторист, бригадир тракторної бригади Гуляйпільської машинно-тракторної станції (МТС) Запорізької області.
У 1958—1972 роках — бригадир комплексної тракторної бригади колгоспу «Заповіт Леніна» міста Гуляйполя Гуляйпільського району Запорізької області.
Очолювана ним бригада однією з перших в Українській РСР здобула звання бригади комуністичної праці (1959 рік). На базі бригади Мартиненка була створена школа передового досвіду. На його честь у 1972 році було запроваджено приз імені Героя Соціалістичної Праці Івана Полікарповича Мартиненка для найкращих механізаторів Запорізької області.
З 1972 року — на пенсії у місті Гуляйполі Запорізької області.

## Нагороди
- Герой Соціалістичної Праці (26.02.1958)
- два ордени Леніна (26.02.1958, 23.06.1966)
- орден Жовтневої Революції (8.04.1971)
- медалі
- заслужений механізатор Української РСР (1963)